# Андросов Олександр Вікторович
Олександр Вікторович Андросов (нар. 9 червня 1977; Одеса) — український телеведучий, продюсер, ведучий програми «Що? Де? Коли?» на українських телеканалах Перший національний, К1, Інтер, 1+1, ICTV. Олександр Андросов є засновником та одним із керівників компаній у сфері теле-, радіомовлення «Афіна+», «Студія Ігра-Україна», «Ігра-Україна» та у сфері торгівлі «Магмас». Також Олександр є одним із засновників Інтелектуального клубу «Ерудит» ім. В. Я. Мороховського.

## Біографія
Народився 9 червня 1977 в Одесі. Навчався у середній школі № 80.
Після закінчення Одеської державної академії будівництва та архітектури в 1999 році протягом року пропрацював в одеському міськвиконкомі, у відділі розвитку територій. Паралельно продовжував співпрацю з академією в області наукових розробок. Отримав два авторських свідоцтва.
У тому ж 1999 році почав співпрацювати з радіостанцією «Ностальжі». У 2000 зайняв на радіостанції посаду програмного директора. Пропрацювавши близько року, перейшов на роботу в телерадіокомпанію ГЛАС. За час роботи в ГЛАС написав і запустив 5 телепроєктів і близько півтора десятка радіопроектів. Вів ранковий ефір на радіо «Глас», писав програми, продюсував проекти, розробляв рекламні кампанії. З травня 2002 року став ведучим програми «9 вал» на телеканалі «Інтер». Написав у співавторстві з Віктором Байраком і Євгеном Копійкою книгу "Що? Де? Коли? — 2001 (перекидний календар для інтелектуально стурбованих) «, у співавторстві з Олександром Клейном -» Граємо в Що? Де? Коли? ". Є генеральним продюсером компанії «Гра-Україна», що випускає програми «Що? Де? Коли?» та «Брейн-ринг».
У тому ж 1999 році почав співпрацювати з радіостанцією «Ностальжі». У 2000 зайняв на радіостанції посаду програмного директора. Пропрацювавши близько року, перейшов на роботу в телерадіокомпанію ГЛАС. За час роботи в ГЛАС написав і запустив 5 телепроєктів і близько півтора десятка радіопроектів. Вів ранковий ефір на радіо «Глас», писав програми, продюсував проекти, розробляв рекламні кампанії. З травня 2002 року став ведучим програми «9 вал» на телеканалі «Інтер».
У 2005 році здобув другу вищу освіту в Державному педагогічному університеті ім. Ушинського за фахом «психологія».
У 2007 році був співорганізатором чемпіонату світу по швидкісному поїданню вареників.
Написав у співавторстві з Віктором Байраком і Євгеном Копійкою книгу «Що? Де? Коли? — 2001 (перекидний календар для інтелектуально стурбованих)», у співавторстві з Олександром Клейном — «Граємо в Що? Де? Коли?». В даний момент працює в рекламному бізнесі і веде передачу «Що? Де? Коли?» на українському каналі ICTV. Є генеральним продюсером компанії «Гра-Україна», що випускає програми «Що? Де? Коли?» та «Брейн-ринг».
Захоплений і спортивною версією гри «Що? Де? Коли?». За роки участі в одеському клубі «Ерудит» організував та провів безліч турнірів. Бронзовий призер Чемпіонатів України з «Що? Де? Коли? „1999 і 2005 років, переможець Олімпійського Кубка України — 2005, срібний призер Кубка Націй-2009, 1 місце на фестивалі“ Зірки ЩДК в гостях у Ровшана Аскерова» (1999).
Голова оргкомітету Чемпіонату України з брейн-рингу (2001), чемпіонатів України з брейн-рингу серед шкільних команд (2000, 2001, 2002), першостей України з інтелектуальних єдиноборств серед молодіжних команд «Іграріум-1999», «Іграріум-2000», ЩДК -марафонов (1999, 2000, 2001, 2002, 2003, 2006, 2007), співголова оргкомітету фестивалю «Одессея-2001». Член малої ради клубу «Ерудит».
Один з проведених ним марафонів складався з 1001 питаннь, відіграних без перерв. Гра тривала 28 годин 20 хвилин.
Написав понад шестисот питань для різних турнірів.
Організатор всеукраїнських забігів студентів, які проходили в Одесі і Києві.
У 2015 році створив в Одесі Інтелект-клуб № 1. Це креативне простір в центрі Одеси, створений спеціально для проведення інтелектуальних ігор і культурних заходів. Тут проходять чемпіонати з "Що? Де? Коли? " і «Брейн-рингу» для дорослих, студентів і школярів. А також заняття «Школи інтелекту», спрямованої на розвиток юного покоління одеситів. Це також місце зустрічі зі знавцями, письменниками, шоуменами, телеведучими і спортсменами.
У 2019 став одним із творців супутникового телеканалу інтелектуальних ігор і гумористичних програм Quiz TV.
Під час президентських виборів у 2019 році був офіційним представником команди Володимира Зеленського в Одесі. Згодом Зеленський заявляв, що хотів би бачити Андросова на посаді мера Одеси.
29 травня 2020 року стало відомо, що Андросов претендує на посаду заступника міністра молоді і спорту.

## Особисте життя
Олександр одружений, є дочка. Серед улюблених музичних груп виділяє «Машину часу», «Нещасний випадок», «Offspring». Улюблені письменники — Булгаков, Фріш, Єрофєєв.